# Culicoides pusilloides
Culicoides pusilloides är en tvåvingeart som beskrevs av Wirth och Blanton 1955. Culicoides pusilloides ingår i släktet Culicoides och familjen svidknott. Inga underarter finns listade i Catalogue of Life.